# KAME
KAME (kratica za kirurško-anesteziološke mobilne ekipe) su bile sanitetske ekipe. Bile su angažirane za sanitetsku potporu jedinicama Ministarstva unutarnjih poslova. Ukupno je bilo angažirano 85 anesteziologa i 73 anesteziološka tehničara.
Formirane su tijekom Domovinskog rata u sklopu postrojbi specijalnih jedinica, a pri županijskim bolnicama. Uglavnom su to bile po dvije kirurško-anesteziološke mobilne ekipe (KAME). Formirane su u Zagrebu, Splitu, Rijeci, Osijeku, Puli, Sisku, Bjelovaru, Varaždinu i Koprivnici.
Sudjelovale su u mnogim pripremnim akcijama tijekom 1993., 1994. i 1995. godine, kojima se pripremalo Oluju (Poskok 1, Poskok 2), a poslije i u inim akcijama kao što su Bljesak, Nauk i Krug.

### Poskok 1 i Poskok 2
Upućivane na određene sektore u području južnog Velebita tijekom akcija Poskok 1 i Poskok 2. KAME su boravile po dva do tri tjedna. Smjena se obavljala helikopterom, terenskim vozilom, a i pješice kad je bilo nevrijeme. Na Velebitu je potkraj 1992. i početkom 1993. formirano nekoliko baza i/ili tabora (Kneževici, Ivine Vodice, Štirovac, Dušica, Bukva) gdje su bile smještene KAME i specijalne jedinice.